# Bōgu

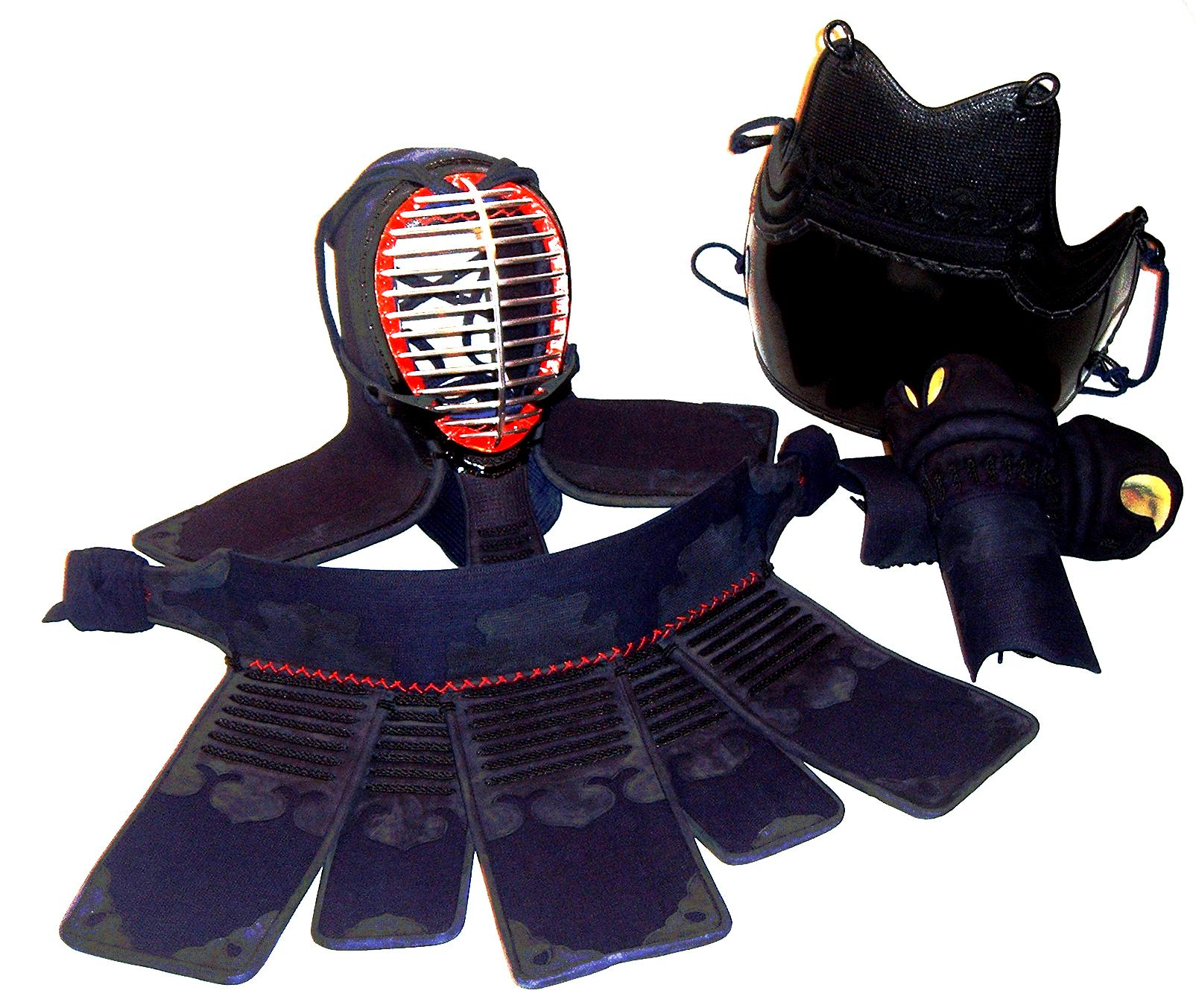
Un bōgu completo per il kendō

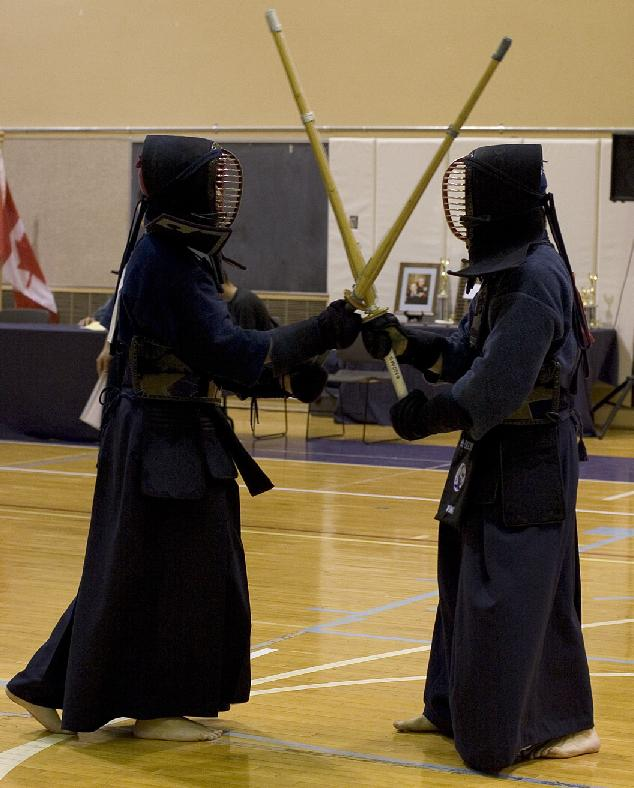
Due praticanti di kendō che indossano il bogu durante un combattimento.

Il bōgu (防具? armatura) è l'armatura usata principalmente nell'arte marziale giapponese del kendō; in questo caso può venire chiamato anche kendōgu (剣道具? armatura da kendō). Esistono poi varianti usate per altre arti marziali strettamente legate al kendo: naginata, jūkendō e tankendō.
La parola "bōgu" è composta da due parti: bō (防? proteggere) e gu (具? equipaggiamento).

## Storia
Durante il periodo Edo (1603-1868) l'uso di spade vere a scopo di addestramento fu scoraggiato a causa delle possibili lesioni, perciò vennero spesso usate spade da allenamento in legno chiamate bokken/bokuto e shinai, e per ridurre ulteriormente gli infortuni, furono sviluppate armature basate sulla tradizionale armatura del samurai, questa nuova armatura da allenamento è alla base del moderno bōgu.

## Tipologie
Un bōgu da kendō ha quattro componenti:
- men (面?): maschera combinata e protezioni per le spalle (elmo);
- kote (小手?): protezioni per mani e avambracci (guanti d'arme);
- dō (胴?): protezione del busto (pettorale);
- tare (垂?): protezioni per l'inguine e le gambe (scarsella)

Nella naginata è possibile colpire anche le gambe dell'avversario, perciò il bōgu è stato riadattato:
- men (面?): maschera combinata e protezioni per le spalle (elmo);
- kote (小手?): protezioni per mani e avambracci, spesso l'indice è separato dalle altre dita (guanti d'arme);
- dō (胴?): protezione del busto (pettorale);
- tare (垂?): protezioni per l'inguine e le gambe (scarsella);
- sune-ate (脛当?): protezioni per gli stinchi (schinieri).

Nel jūkendō gli unici colpi validi sono gli affondi e la posizione è più laterale, perciò il lato sinistro del bōgu, il più esposto agli attacchi dell'avversario, è stato rinforzato:
- men (面?): maschera combinata e protezioni per le spalle (elmo);
- kote (小手?): protezione per mano e avambraccio sinistro (guanti d'arme);
- dō (胴?): protezione del busto (pettorale);
- tare (垂?): protezioni per l'inguine e le gambe (scarsella);
- dōfuton (面布団?): protezione per l'ascella sinistra indossata sotto l'armatura;
- kata (肩?): protezione per la spalla sinistra (spallaccio);
- shinō (指袋?): sottile guanto per la mano destra, può coprire due, tre o quattro dita.

Nel tankendō, la mano sinistra non è soggetta agli attacchi, mentre il fianco destro è più vulnerabile, il bōgu è stato quindi modificato:
- men (面?): maschera combinata e protezioni per le spalle (elmo);
- kote (小手?): protezione per mano e avambraccio destro (guanto d'arme);
- dō (胴?): protezione del busto (pettorale);
- tare (垂?): protezioni per l'inguine e le gambe (scarsella);
- dōfuton (面布団?): protezione per l'ascella destra indossata sotto l'armatura.

## Componenti

### Men

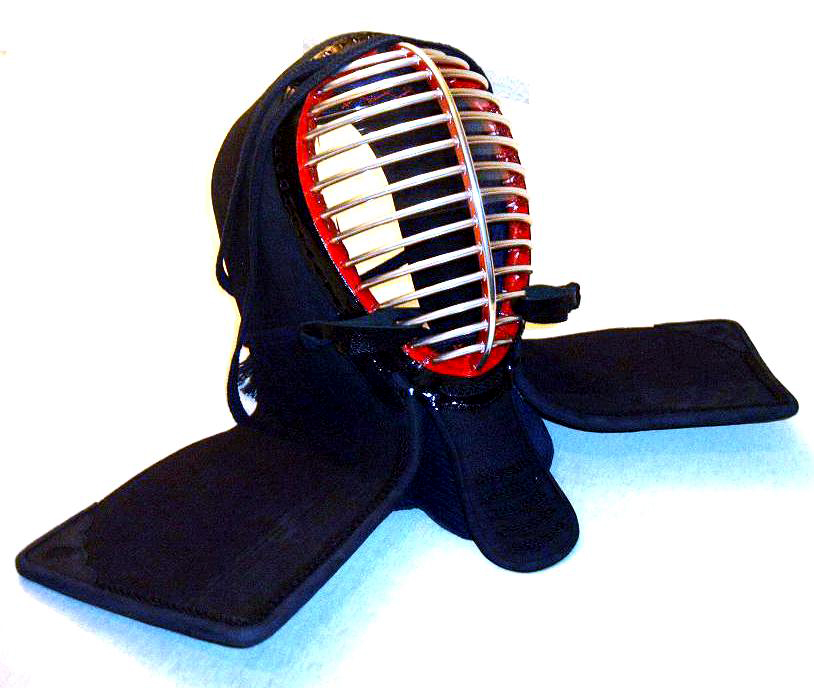
Men

Il men protegge viso, collo e spalle. È costituito da una maschera facciale con diverse barre di metallo orizzontali che corrono per l'intera larghezza del viso, dal mento alla sommità della testa. A questa è attaccata una lunga imbottitura rettangolare di stoffa spessa che curva sulla parte superiore della testa e si estende per coprire le spalle. Una protezione per la gola è attaccata alla parte inferiore della maschera facciale. Il men è tenuto in posizione con un paio di corde intrecciate che avvolgono la testa e sono legate dietro. La parte posteriore del men viene lasciata aperta per la ventilazione e la parte posteriore della testa non è protetta. Le aree bersaglio del men sono il centro in alto e i lati in alto a sinistra e a destra per i colpi di taglio e il centro della protezione della gola per un affondo.

### Kote

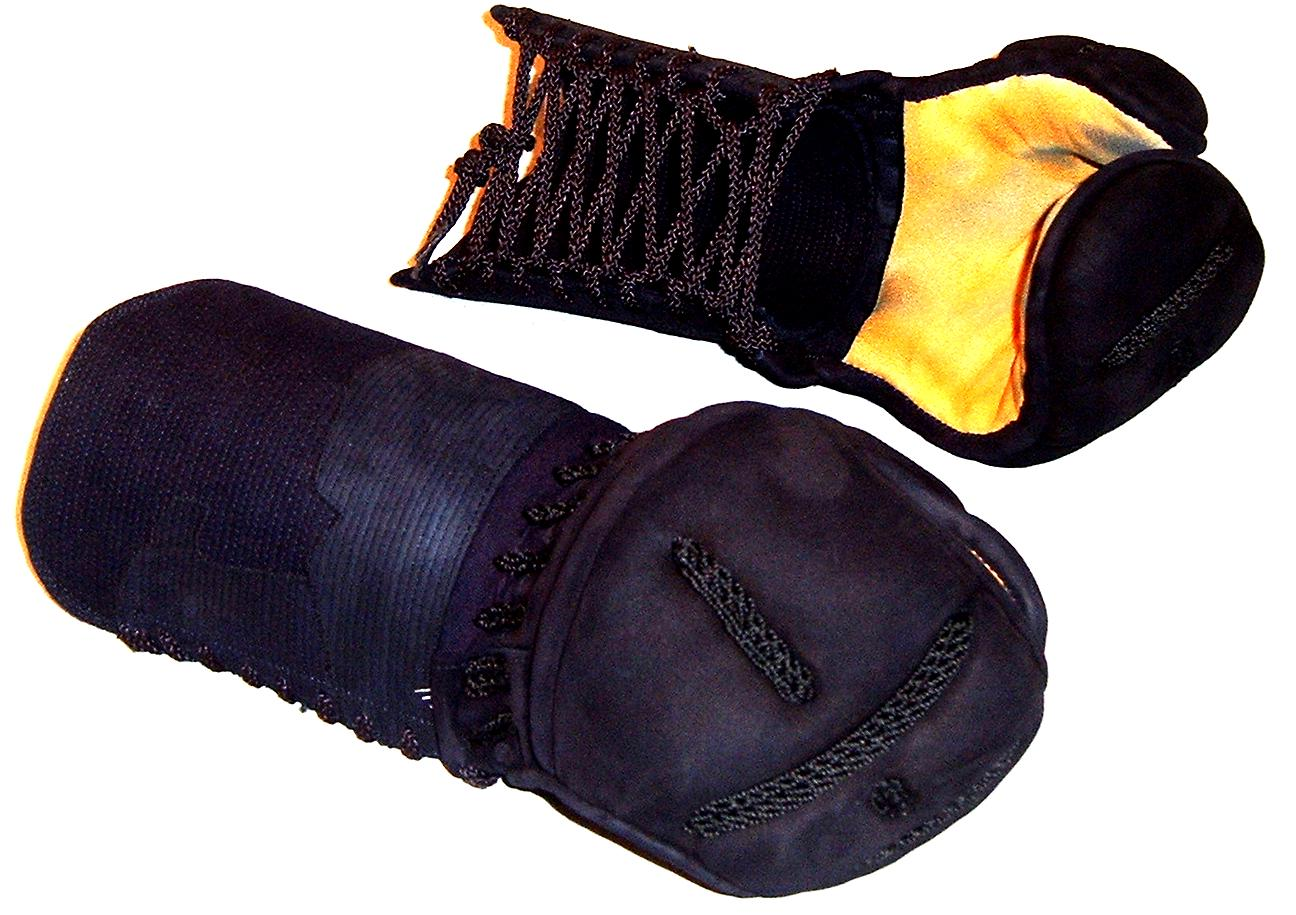
Kote

I kote sono guanti simili a muffole. Sono stati progettati espressamente per il kendō. Sebbene appaiano ingombranti, consentono una mobilità sufficiente per afferrare lo shinai in modo comodo, forte e deciso. I kote per i praticanti del naginatadō hanno un dito indice e un pollice staccati per facilitare il rapido spostamento delle mani lungo l'asta della naginata. I kote per il naginatadō sono meno imbottiti rispetto a quelli usati per il kendō. In passato, i kote erano spesso realizzati con dita completamente articolate. Questo è visto raramente oggi poiché può esserci un problema di sicurezza con le dita singole. Uno speciale design molto imbottito noto come oni-gote (鬼小手?) è usato da alcune koryu, in particolare nell'itto-ryu. Nel tankendō viene indossato solo nella mano destra. L'area bersaglio è la parte del polso di ciascun kote.

### Dō

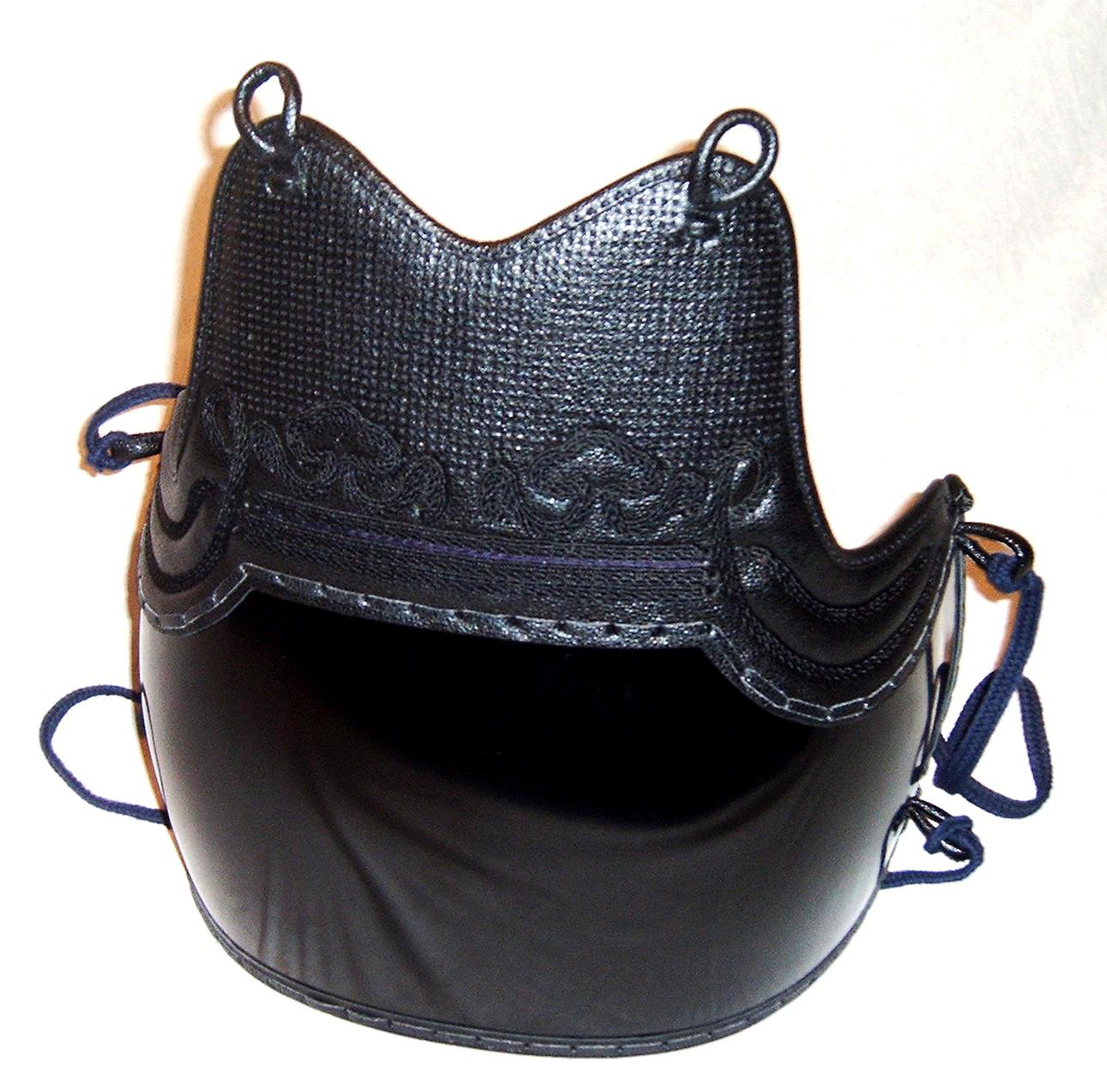
Dō

Il componente principale del dō è la protezione curva dello stomaco e del torace. La forma moderna ha un rigonfiamento pronunciato per aiutare a dirigere la forza dei colpi lontano dalle aree morbide al centro del busto. Il materiale usato tradizionalmente è il bambù laccato sebbene la fibra di carta laccata (spesso erroneamente identificata come fibra di vetro) o la plastica stampata siano usate per un dō meno costoso. Il dō è sostenuto sulle spalle da due legacci diagonali ed è trattenuto nella parte bassa della schiena con un'altra serie di legacci. Le aree bersaglio del dō sono i due lati inferiori per un taglio allo stomaco. La metà superiore del dō è un bersaglio valido per un affondo nel naginatadō, nel jūkendō e nel tankendō. In passato, questo era un obiettivo valido per un affondo anche nel kendō, e lo è ancora per chi utilizza uno stile nitō.

### Tare

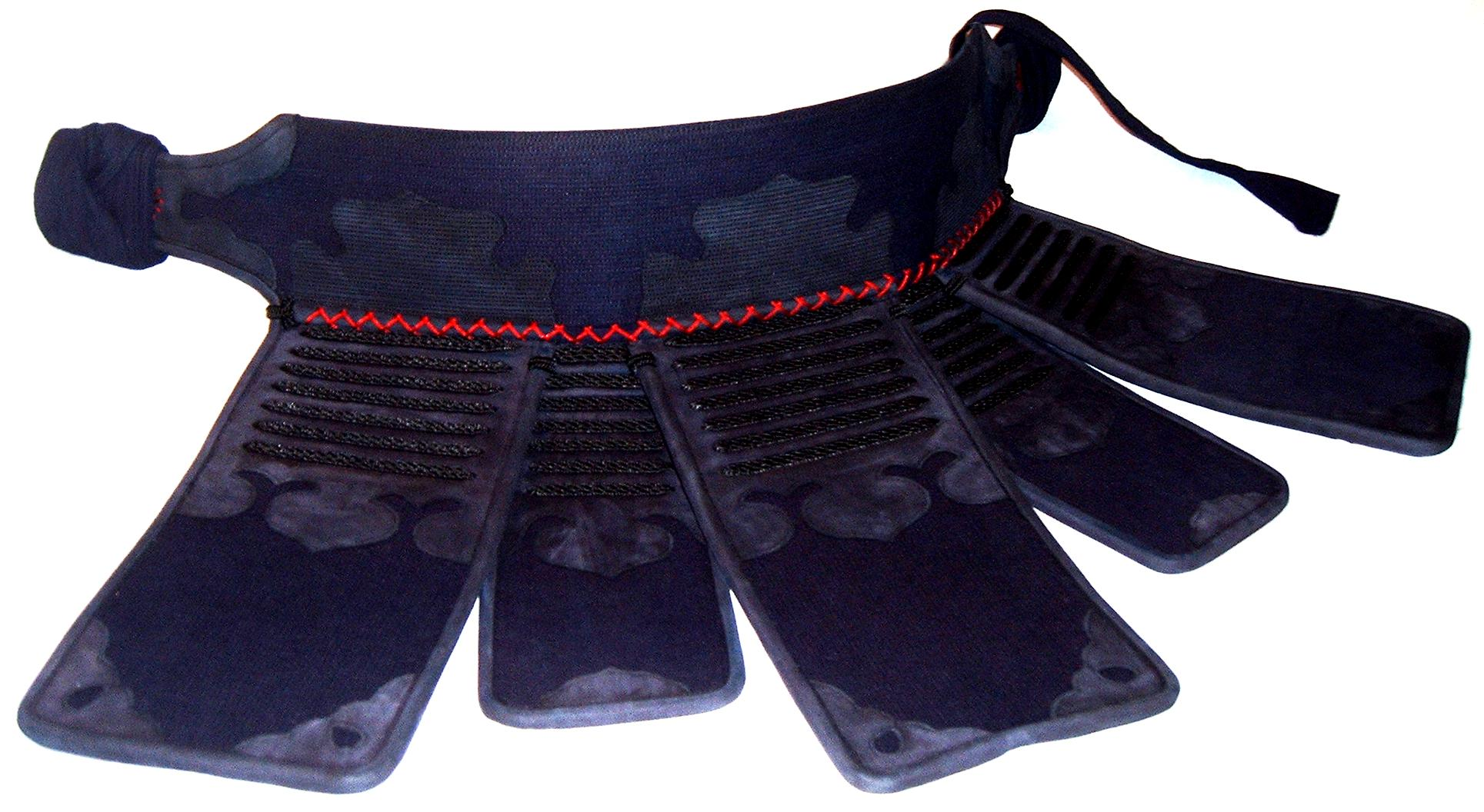
Tare

Il tare è una spessa cintura di stoffa che si avvolge intorno alla vita e si allaccia davanti all'inguine. Delle robuste alette rivestite in tessuto pendono dalla cintura per proteggere la parte superiore delle gambe e l'inguine. I lembi corrono per metà della lunghezza della cintura, che dovrebbe essere posizionata sulla metà anteriore del corpo. L'aletta centrale è generalmente coperta da una custodia con il nome del praticante, questa viene chiamata zekken (ゼッケン?)  o nafuda (名札?) e identifica il nome di chi lo indossa e il dojo o il paese che rappresenta. Non esiste un'area bersaglio sul tare, serve per la protezione da attacchi fuori bersaglio e accidentali.

### Suneate
I suneate sono protezioni specifiche per il naginatadō. Sono costituiti da numerose strisce di bambù legate insieme e avvolte attorno al polpaccio. I suneate costituiscono un ulteriore bersaglio per i colpi di taglio.

### Dōfuton
Il dōfuton è una protezione ausiliaria per l'ascella usata nel jūkendō e nel tankendō, indossata rispettivamente sotto l'ascella sinistra o destra. Si tratta di un'imbottitura legata attorno alla spalla e al busto che va a coprire le ascelle, lasciate indifese dal dō. Non costituisce area bersaglio, ma serve a proteggere da attacchi accidentali o fuori bersaglio.

### Kata
Il kata è uno spallaccio usato nel jūkendō per proteggere la spalla sinistra e, parzialmente, l'ascella sinistra. Generalmente è costruito con le stesse modalità del dō. Costituisce un'ulteriore area bersaglio per le tecniche di affondo.

### Shinō
Lo shinō è un sottile guanto di tessuto usato nel jūkendō per rinforzare la presa della mano destra sull'arma e asciugarne il sudore e può coprire da due a quattro dita. Non costituisce area bersaglio.

## Voci correlate

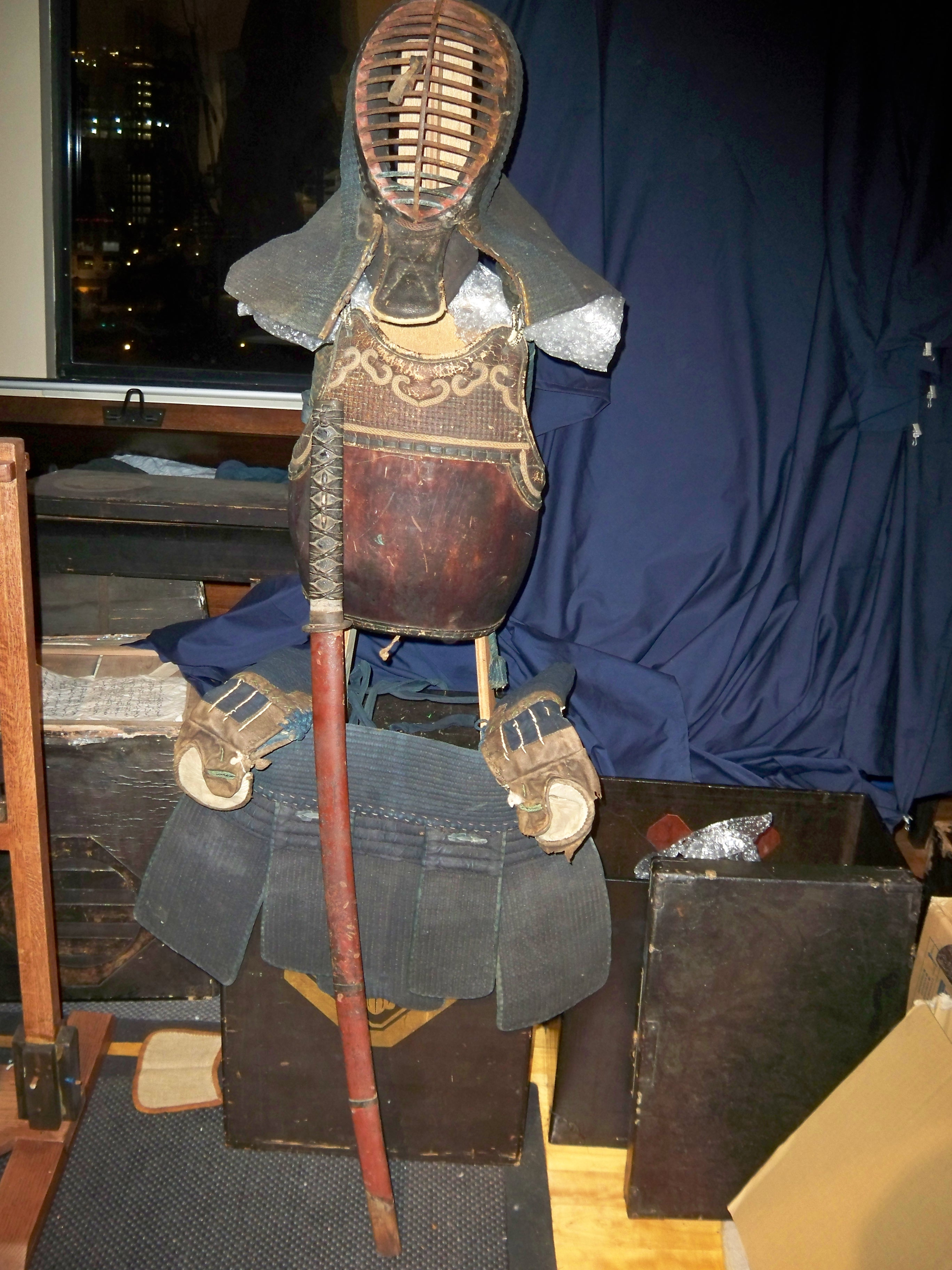
Attrezzatura da kendō giapponese.